# Konkurs krasoty
Konkurs krasoty (Конкурс красоты, Concorso di bellezza) è un film del 1918 diretto da Aleksandr Volkov. La pellicola non si è conservata.